# Kernkraftwerk Watts Bar
Das Kernkraftwerk Watts Bar bzw. Watts Bar Nuclear Power Plant (WBN) ist ein kommerzielles Kernkraftwerk der Tennessee Valley Authority (TVA). Watts Bar bedeckt eine Fläche von 7,2 km2 bei der Stadt Spring City in Rhea County, Tennessee, zwischen den Städten Chattanooga und Knoxville.

## Beschreibung
Das KKW Watts Bar besteht aus zwei Blöcken. Genau genommen handelt es sich um Leistungsreaktoren vom Typ Druckwasserreaktor mit jeweils 1.150 MWe (ca. 3,5 GWth) Leistung. Die Kernkraftwerke wurde von der Westinghouse Electric Company geliefert.
Watts Bar produziert Strom für etwa 500.000 Einwohner des Tennessee-Tals.
Watts Bar 2 war seit 1996 das erste US-amerikanische KKW, welches 2016 in Dienst gestellt wurde. Das neueste US-KKW ist Vogtle, dort die Blöcke 3 und 4, welche in den Jahren 2023 und 2024 ihren kommerziellen Betrieb aufnahmen.

### Name
Die Anlage ist benannt nach einer Sandbank bei der Insel Watts. Sie verschwand mit dem Aufstauen des Tennessee zum Watts-Bar-Stausee bzw. dem Reservoir Watts Bar Lake.

## Entstehung und Chronologie

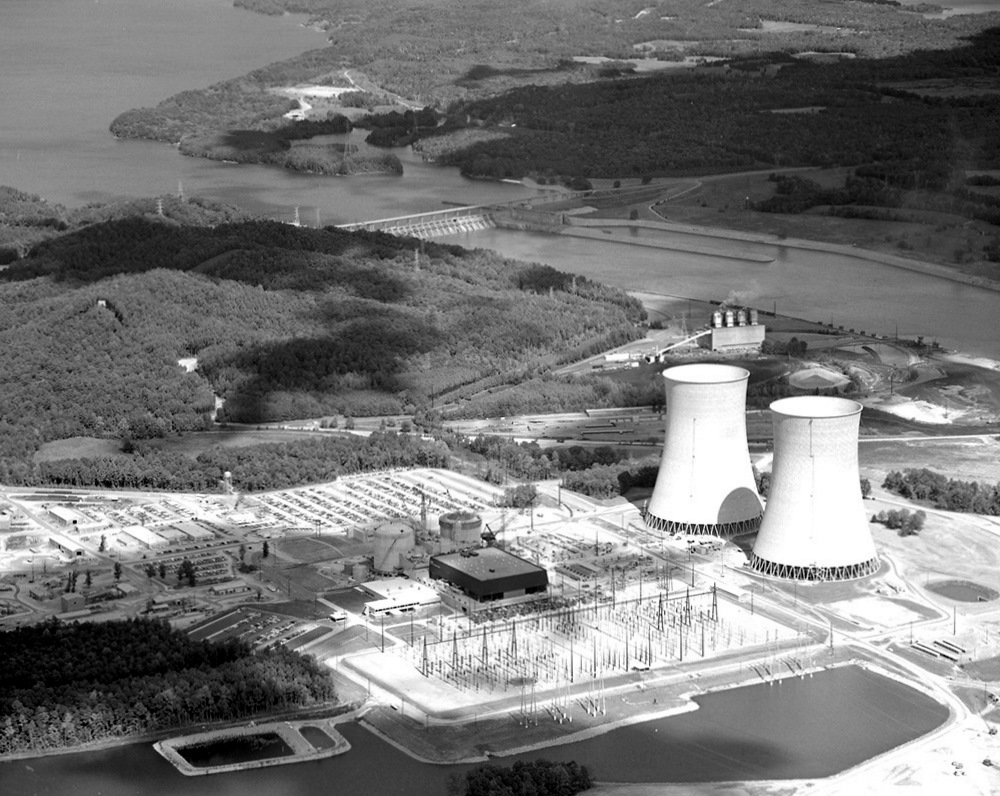
Kernkraftwerk Watts Bar zur Zeit des Baus

Der Bau von Watts Bar 1 (Reaktor 1) mit einem Generator von Westinghouse begann 1973. Ursprünglich waren zwei Reaktoren geplant.
Der Reaktor wurde 1996 fertiggestellt, das Projekt erlitt zahlreiche Verzögerungen und soll bis dahin etwa acht Milliarden Dollar gekostet haben.
Der Bau von Watts Bar 2 (Reaktor 2) begann Ende 1972 und war zu etwa 60–80 % fertig, als der Bau 1988 gestoppt wurde. Als offizieller Grund wurde der abnehmende Bedarf an Elektrizität angegeben. Die Entscheidung wurde von den Atomkraftgegnern als Sieg gefeiert. Bis zum Baustopp kostete der Reaktor 1,7 Milliarden US-Dollar. Der Reaktor 2 wurde anschließend als Ersatzteillager für andere Anlagen der TVA benutzt.
Am 1. August 2006 beschloss die TVA, den Reaktor weiterzubauen. Der Weiterbau begann am 15. Oktober 2007 unter der Leitung der Bechtel Corporation. Die Aufsichtsbehörde hat eine 40-Jahres-Lizenz erteilt, die bis 2055 gültig ist. Die geplanten Kosten sollten 2,5 Milliarden US-Dollar betragen, am Ende lagen die Kosten des Weiterbaus bei 4,7 Milliarden Dollar. Siemens erhielt den Auftrag, den Generator zu überholen bzw. modernisieren sowie mehrere neue Turbinen und andere Teile zu liefern.
Am 23. Mai morgens um 2.16 Uhr EDT wurde der Reaktor 2 zum ersten Mal kritisch.
Am 3. Juni 2016 wurde Reaktor 2 mit dem Stromnetz synchronisiert, jedoch schon nach 2 Tagen bei einer Leistung von 12,5 % automatisch wieder heruntergefahren, da ein Ventil an einer Hochdruckturbine sich nicht öffnete.
Am 23. März 2017 wurde der Reaktor wegen eines Schadens am Kondensator, der noch aus der ersten Bauphase stammt, abgeschaltet.
Stand 2025 sind Watts Bar 1 und 2 beide operativ.

## Produktion von speziellen nuklearen Materialien
Für die Produktion und Erhaltung seines nuklearen Arsenals benötigt der Kernwaffenstaat USA gewisse Grundmaterialien. Dazu zählen das schwach radioaktive Gas Tritium (Betastrahler, ca. 0,02 MeV) mit einer Halbwertszeit von ca. 12,3 Jahren. Mit anderen Worten: Das Material kann nicht unbegrenzt gelagert werden und muss daher neu produziert.
Die USA haben das Material im Kalten Krieg in anderen Anlagen bis 1988 produziert und ab den 1990er Jahren nach einer neuen Möglichkeit gesucht. Für die zukünftige Produktion wurde Watts Bar ausgewählt, da es unter TVA im Besitz einer staatlicher Organisation ist. Die Leitung des Vorhabens hat die National Nuclear Security Administration (NNSA).
Die Auswahl wurde über mehrere Jahre getroffen. Schlussendlich begannen kerntechnische Forschungs- und Entwicklungsarbeiten, um das Vorhaben zu realisieren. Ebenfalls wurden Lizenzen beantragt. Für Watts Bar wurden spezielle Brennstäbe entwickelt, die zur Produktion genutzt werden.
Die Nuclear Regulatory Commission (NRC) hat die Lizenz für Watts Bar im September 2002 erweitert. Die Lizenz erlaubt den Einsatz von bis zu 240 dieser Brennstäbe. Es ist geplant, die Lizenz zu erweitern, sodass bis zu 2304 Brennstäbe in Watts Bar 1 eingesetzt werden können.
Die TVA begann mit der Bestrahlung der ersten Stäbe im Oktober 2003. Die Stäbe wurden im Frühjahr 2005 entfernt. Die Extraktion und Reinigung findet an den Speziallaboren der Savannah River Site statt.
Die TVA bekommt die Kosten für die Bestrahlung ersetzt und einen Bonus für jeden Brennstab. Der Vertrag hat eine Laufzeit von 30 Jahren und gilt auch für das alternative Kernkraftwerk Sequoyah. Es wird eine Produktion von 1,5 bis 3 kg Tritium erwartet. TVA wird dafür etwa zehn Millionen Dollar erhalten.

### Kontroversen
Für diesen Spezialfall wurde die kommerzielle Anlage Watts Bar in Teilen für militärische Zwecke umkonfiguriert. Man spricht auch von einer Dual-Use-Strategie. Betreiber von Watts Bar ist das Staatsunternehmen TVA.

## Probleme
Der Beginn des Atomprogrammes von TVA war mit erheblichen Problemen behaftet. Am 27. Oktober 1986 berichtete das Fortune Magazine, dass kritische Berichte bezüglich der Sicherheit in Watts Bar unterdrückt wurden. Dabei ging es um Verstöße gegen elementare Sicherheitsvorkehrungen. So seien wichtige Schweißnähte aus Kostengründen nicht geröntgt worden. Auch wurden Ingenieure von TVA, die Probleme fanden, auf andere Posten versetzt. Gegen den Organisator des TVA-Atomprogramms, den ehemaligen Admiral Steven White, wurde ermittelt. Die bestehenden fünf TVA-Reaktoren mussten wegen baulicher Probleme und Problemen mit dem Ausbildungsstand des Personals stillgelegt werden. Allein in Watts Bar wurden mehr als 1700 Probleme identifiziert.
Im Dezember 2016 wurde bekannt, dass auch Watts Bar vom Creusot-Forge-Skandal um gefälschte Zertifikate betroffen ist. Teile der Dampferzeuger von Block 1 stammen von der belasteten Areva-Tochter.

## Daten der Reaktorblöcke
Das Kernkraftwerk Watts Bar hat insgesamt zwei Blöcke:
| Reaktorblock | Reaktortyp         | Netto- leistung | Brutto- leistung | Baubeginn  | Netzsyn- chronisation | Kommerzi- eller Betrieb | Abschal- tung |
| ------------ | ------------------ | --------------- | ---------------- | ---------- | --------------------- | ----------------------- | ------------- |
| Watts Bar-1  | Druckwasserreaktor | 1121 MW         | 1202 MW          | 23.01.1973 | 06.02.1996            | 05.05.1996              |               |
| Watts Bar-2  | Druckwasserreaktor | 1165 MW         | 1218 MW          | 01.12.1972 | 03.06.2016            | 19.10.2016              |               |